# Pietro Lombardo (teologo)
Pietro Lombardo o Pier Lombardo (Lumellogno di Novara, 1100 – Parigi, 1160) è stato un teologo e vescovo italiano.

## Biografia
Nacque a Novara o nei dintorni (a Lumellogno esiste una lapide su una casa che ricorda il luogo della nascita). Ricevette la sua prima formazione teologica a Bologna, dove acquisì una perfetta conoscenza del Decretum Gratiani. Dopo il 1136 si recò a Reims e poi a Parigi, dove fino alla sua elevazione alla sede vescovile di questa città (1159) insegnò teologia. Almeno una volta in questo periodo, tra il 1145 e il 1153, si recò alla corte pontificia, dove venne a conoscenza della traduzione del De fide orthodoxa di Giovanni Damasceno (teologo dell'VIII secolo), compiuta da Burgundio Pisano per incarico di Papa Eugenio III. Quasi certamente nel 1147 fu uno dei teologi che nel sinodo parigino presero posizione contro Gilberto Porretano (vescovo di Poitiers dal 1142).
Dopo un breve episcopato (1159-1160) morì il nel 1160 (non nel 1164). Il suo epitaffio si conservò nella chiesa di Saint Marcel fino alla Rivoluzione francese. A Parigi è venerato come beato e la memoria liturgica è collocata il 21 luglio. Dante lo nomina in Paradiso, X, 106-108.

## Pensiero e opere

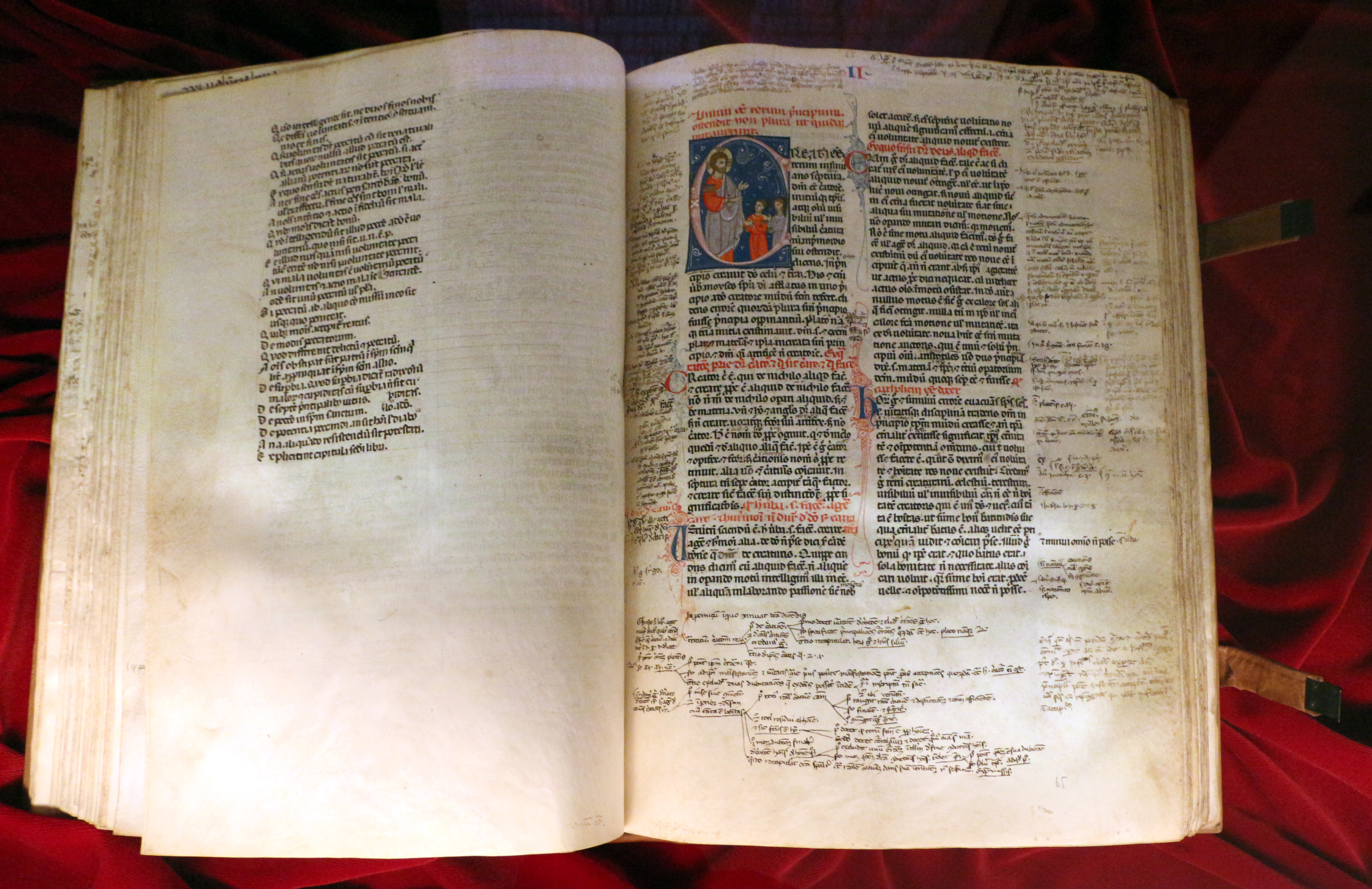
Sententiae, 1280 circa, Biblioteca Medicea Laurenziana, Firenze

Oltre ai commenti all'opera di Paolo di Tarso e ai Salmi, la sua opera maggiore rimane il Liber Sententiarum (Libro delle Sentenze), scritta fra il 1150 ed il 1152 e per la quale ottenne l'appellativo di Magister Sententiarum. Sebbene il testo rientri in un genere letterario tipico della teologia medievale, ossia l'esposizione delle sentenze delle autorità di fede (i padri della chiesa ed i riferimenti biblici) l'opera del Lombardo, per l'ampiezza delle fonti e la sua originalità, diverrà il testo di riferimento per la didattica nelle facoltà di teologia e l'elaborazione letteraria nello stesso campo fino alla fine del XVI secolo. Ispirato dal Libro delle Sentenze di Anselmo di Laon, egli infatti attinge ad una vasta letteratura in merito, adottando anche testi che normalmente non erano contemplati in queste composizioni, come il De fide orthodoxa di Giovanni Damasceno.
Con la sua opera il Lombardo tenta di sistematizzare e armonizzare la disparità e le divergenze che la pluralità delle auctoritates aveva generato, dando luogo ad un certo scompiglio ermeneutico e dottrinale.
Riprendendo la classica distinzione agostiniana tra signa e res, Lombardo afferma che il motivo delle divergenze non appartiene alla natura delle cose trattate, bensì alla metodologia esegetica.
Il testo si divide in quattro parti:
- la prima tratta di Dio, della sua natura e dei suoi attributi;
- la seconda delle creazione degli angeli, del mondo e dell'uomo sino al peccato originale;
- la terza dell'incarnazione cristica e della promessa della Grazia;
- la quarta dei sacramenti.

Anche lo sviluppo del testo mantiene la distinzione tra res (le prime tre parti) e signa (l'ultima)
Lo stile del Lombardo snoda l'esposizione delle sentenze coll'eleganza dialettica di tipo anselmiano, mantenendosi aderente al rispetto delle varie auctoritates anche riguardo o stile letterario col quale egli opera una volontaria mimesi.
Il testo venne criticato sin dalla sua prima uscita per via del cosiddetto nichilismo cristologico. Lombardo descrive infatti l'incarnazione nei termini di assumptus homo, ossia la persona divina del Cristo avrebbe assunto una natura umana (accessoriamente). Ciò contrastava con la determinazione di origine boeziana per la quale la natura cristologica traeva la sua forma da un sinolo unico di divino ed umano.